# Agriopodes
Agriopodes là một chi bướm đêm thuộc họ Noctuidae.

## Các loài
- Agriopodes fallax (Herrich-Schäffer, 1854)
- Agriopodes geminata (J.B. Smith, 1903)
- Agriopodes teratophora (Herrich-Schäffer, 1854)
- Agriopodes tybo (Barnes, 1904)